# Vammala
Vammala is een voormalige gemeente en stad in de Finse provincie West-Finland en in de Finse regio Pirkanmaa. Vammala ging in 2009 met Mouhijärvi en Äetsä op in de nieuwe gemeente Sastamala, waarvan het de kern vormt. 
Eind 2007 telde Vammala 16.692 inwoners. De gemeente had een oppervlakte van 599 km².

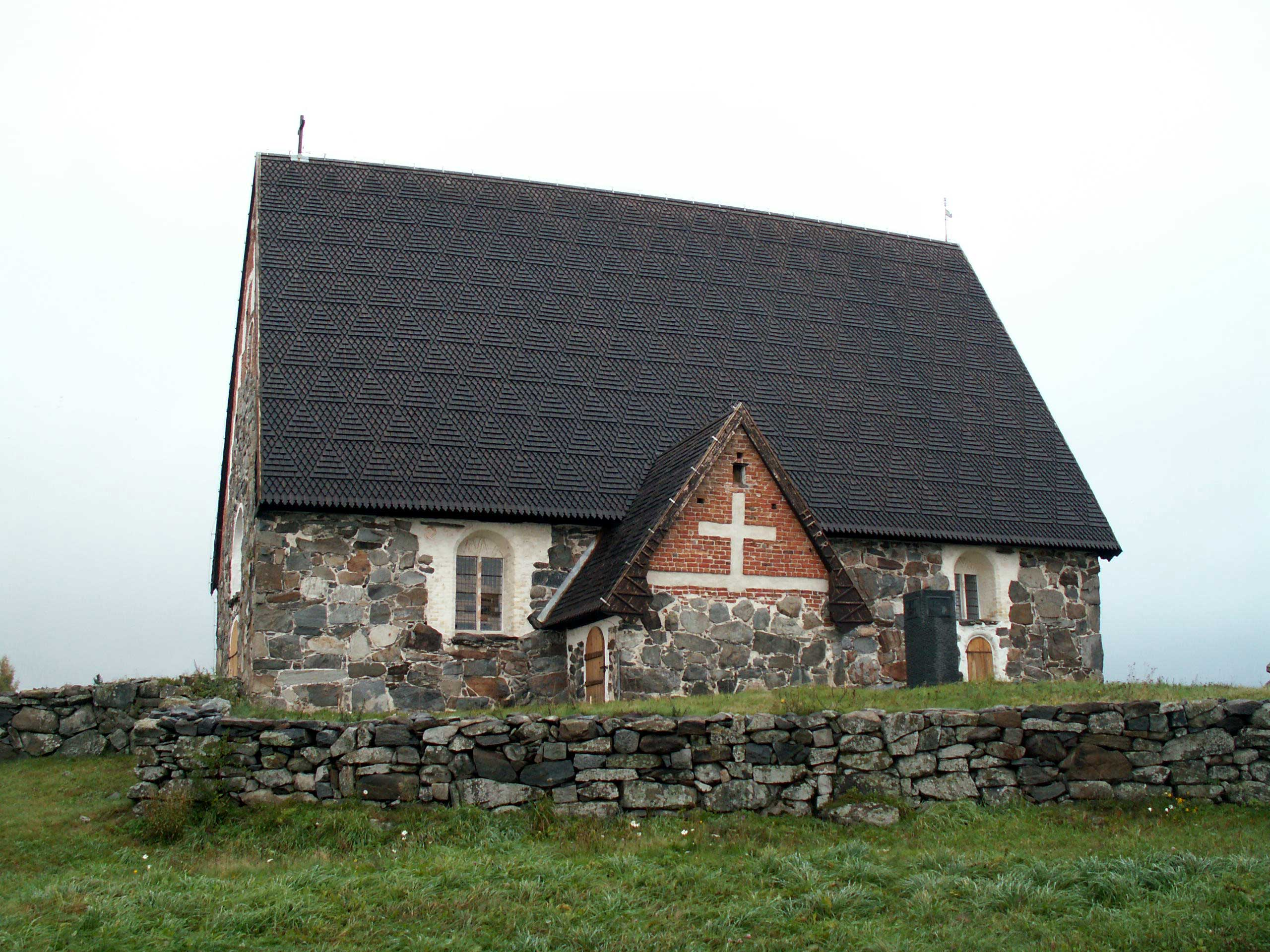
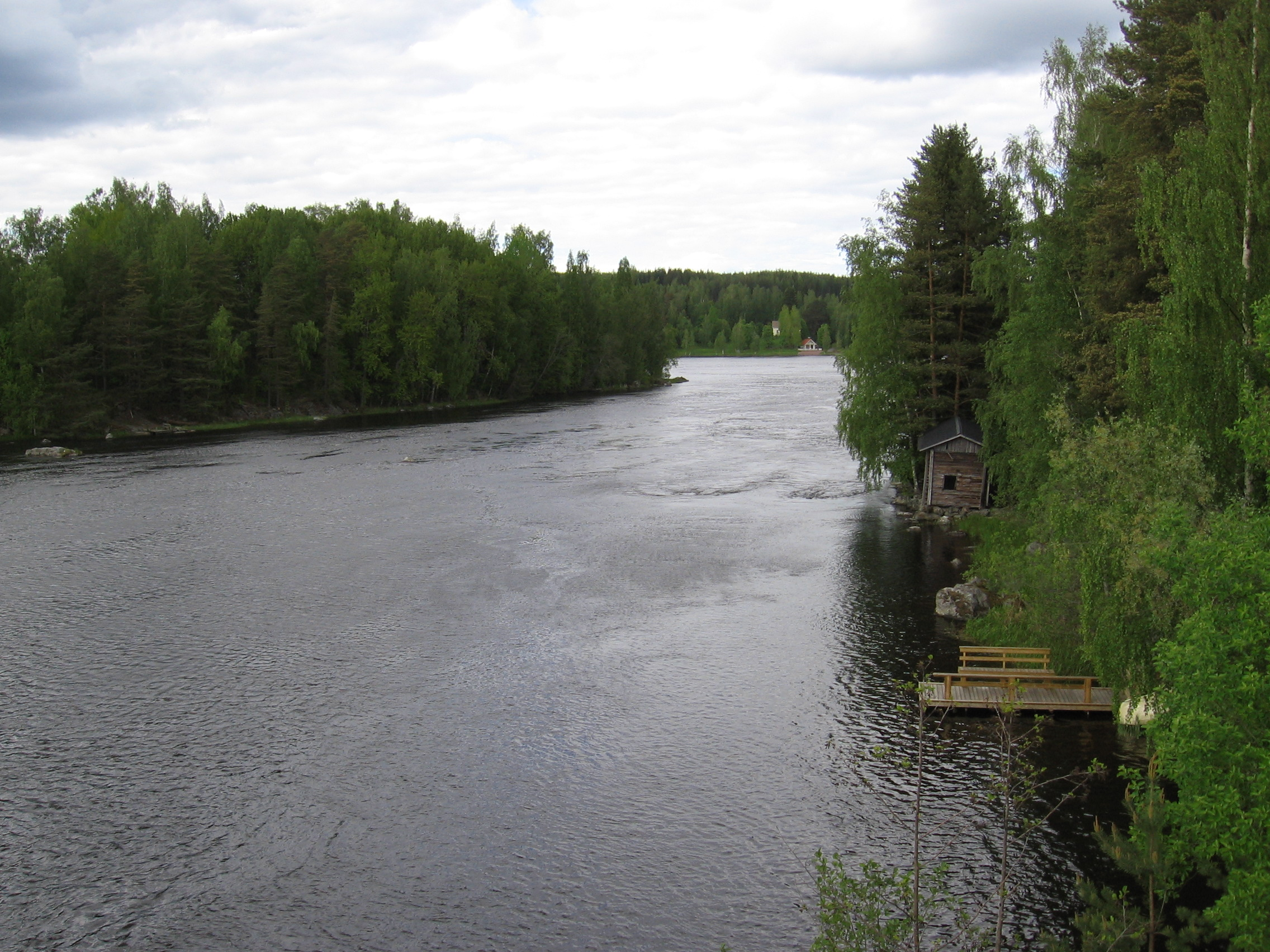
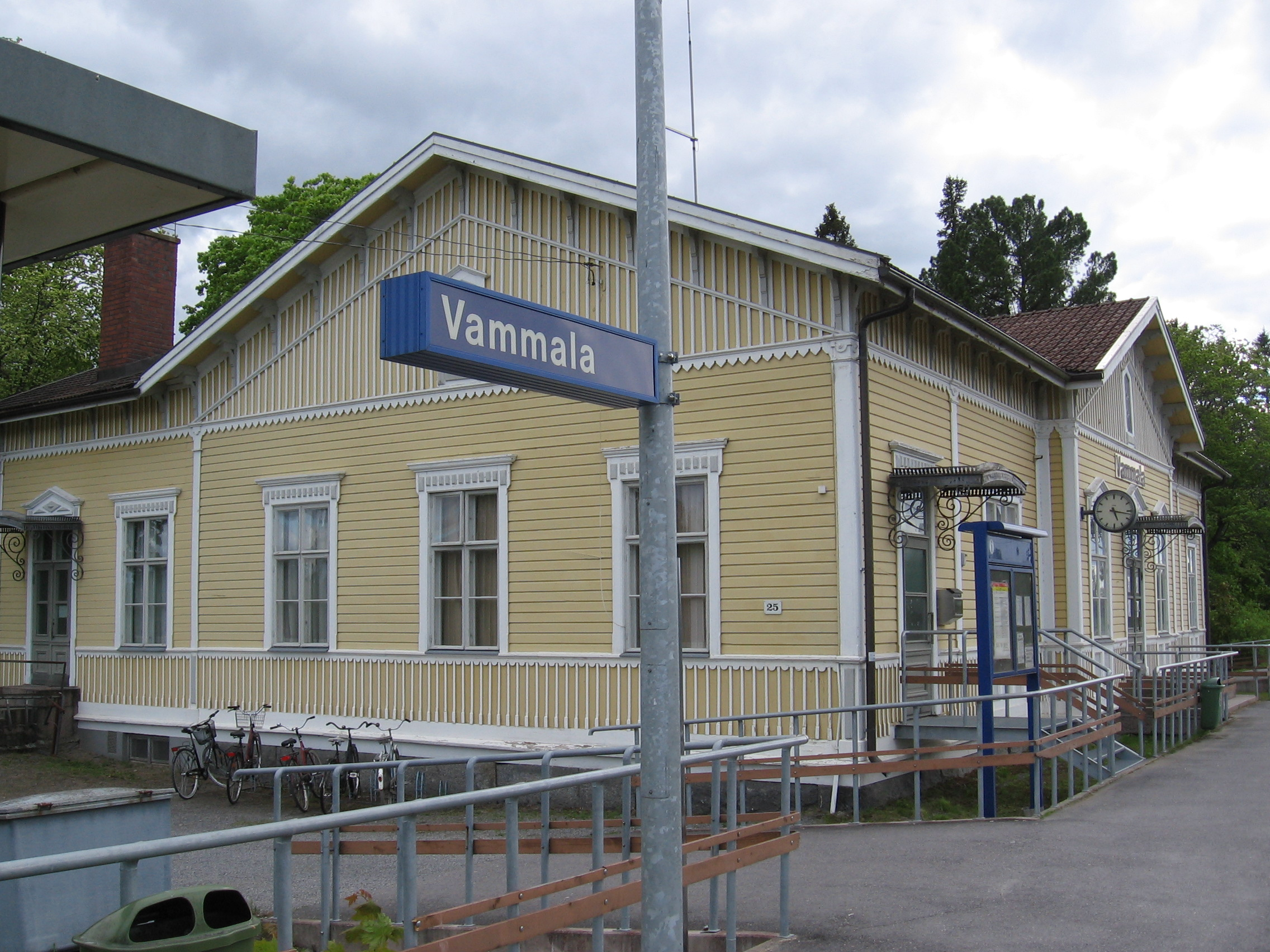

Akaa · Hämeenkyrö · Ikaalinen · Juupajoki · Kangasala · Kihniö · Lempäälä · Mänttä-Vilppula · Nokia · Orivesi · Parkano · Pirkkala · Punkalaidun · Pälkäne · Ruovesi · Sastamala · Tampere · Urjala · Valkeakoski · Vesilahti · Virrat · Ylöjärvi
Voormalige gemeenten:
Äetsä · Aitolathi · Eräjärvi · Ikaalisten maalaiskunta · Karkku · Kiikka · Kuhmalahti · Kuorevesi · Kuru · Kylmäkoski · Längelmäki · Luopioinen · Mänttä · Messukylä · Mouhijärvi · Pohjaslavi · Sääksmäki · Sahalahti · Suodenniemi · Suoniemi · Teisko · Toijala · Tottijärvi · Tyrvää · Vammala · Viiala · Viljakkala · Vilppula